# René Dalmon
 (avril 2018).

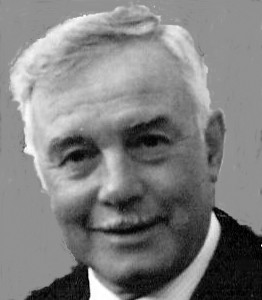
René Dalmon en 2000.

René Dalmon, dit Bernard Mauriol dans la Résistance, né le 1er avril 1917 à Orléans et mort le 12 août 2003 à Montauban, est un membre actif durant la Résistance française pendant la Seconde Guerre mondiale. 

## Biographie
Sa famille est originaire du Tarn-et-Garonne. Son père, employé aux chemins de fer et fervent admirateur de Jean Jaurès, a participé à Vierzon aux mouvements de grève de mai-juin 1936 qui suivent le Front populaire. Ceci lui vaut d’être rétrogradé et muté et de terminer sa carrière au salaire minimum comme chauffeur, puis conducteur sur les machines à vapeur du Paris-Orléans. René, le plus jeune des quatre fils, fait des études primaires à Montauban. Après un apprentissage de serrurier d’art, il s’engage comme volontaire en octobre 1937 dans les chasseurs-alpins. À sa demande, il est incorporé dans une section d’éclaireurs skieurs. En poste au-dessus de Saint-Vérans à 2544 m d’altitude, il y reste jusqu’à la déclaration de guerre avec l’Italie le 10 juin 1940. Après de brefs combats en francs-tireurs contre les troupes de Mussolini, son unité est démobilisée au mois d’août, à Gap.

## Résistance
Très vite après son retour à Montauban et avant l’occupation de la Zone Sud par les allemands, il entre dans un petit réseau de fabrication de faux papiers et de diffusion de tracs. Fin 1942, il est en relation avec le groupe Combat et s’occupe d’aider les juifs et les communistes, bien qu’il ne soit ni l’un ni l’autre. La Résistance s’organise.Avec son groupe, René Dalmon consacre l’année 1943 à cacher des réfractaires au Service du travail obligatoire (STO). En juillet, il entre en relation avec le Front National (Front national de lutte pour la libération et l’indépendance de la France), organe politique des groupes armés FTP (Francs-tireurs et partisans). Il est alors en relations avec Georges Pujol, inspecteur aux renseignements généraux, qui plus tard, passé dans les rangs nazis, participera aux côtés de la Milice, à son arrestation, ainsi qu’Arthur Shall, autre collaborateur. « Permanent » au Front National, René Dalmon passe à la branche armée au début de 1944. Il participe à de nombreux sabotages. Destructions de voies ferrées (pont de la Tauge...), de véhicules allemands (Central Garage, briqueterie Rauffet...). Avant de revenir à l’action directe, il est chargé du recrutement de personnes et de personnalités susceptibles d’entrer dans la Résistance.

## Arrestation
Après le débarquement du 6 juin 1944, il monte lui-même un nouveau maquis près de Saint-Thècle-Montesquieu. Au cours d’une opération (livraison d’un camion d’armes destinées à son réseau) il est arrêté au Rond, à Montauban, le 28 juin.
Au cours du trajet vers les locaux de la Gestapo, il tente de s’échapper, mais est repris. Grâce à la présence de passants, il n’est pas fusillé sur place. Il subit une sévère torture avant d’être interné à Toulouse, prison Saint-Michel.
En juillet, son épouse, Renée Dalmon, est toujours sans nouvelles de lui. Enceinte de leur deuxième enfant, se rendant à la maternité, elle passe devant les deux acacias près de la préfecture (place des Martyrs actuelle). Elle croit reconnaître son mari parmi les quatre pendus. Il s’agit en réalité de Michel Melamed, André Castel, Henry Jouany et André Huguet.
René Dalmon, lui, est incarcéré en compagnie d’autres résistants, dont le colonel Berger (André Malraux).  Avec ses compagnons, il échappe de peu à la déportation : un des derniers convois, celui du Train fantôme, est parti le 3 juillet. Le 19 août 1944, alors que la division Das Reich remonte vers le nord et tire sur les portes de la prison, les détenus de Saint-Michel sont libérés par les FFI du Lot.

## Épilogue
Bernard Mauriol redevient René Dalmon et sort de la clandestinité. Il continue son combat dans les Forces françaises de l’intérieur (FFI), 5e région militaire, bataillon Sabatié, comme officier de la Sécurité. Formé à l’École des cadres de Tarbes, il est ensuite détaché à l’École des cadres de Lespinet. Il quittera l’armée en 1948 pour reprendre la vie civile auprès de sa femme et de ses deux filles, Nicole et Claudine, à Montauban. Dans l’hommage qui lui sera rendu dans la presse lors de sa disparition, M.M. écrira : « Rares ceux qui connaissent le rôle de René Dalmon dans la Résistance. Modeste entre tous, il ne s’épanchait pas facilement et ne se vantait pas de ses exploits. »